# Der Stier von Olivera
Pour plus de détails, voir Fiche technique et Distribution.
Der Stier von Olivera est un film allemand réalisé par Erich Schönfelder, sorti en 1921.

## Synopsis
Pendant la guerre franco espagnole à Olivera durant l'hiver 1808-1809, des soldats français se sont installés dans le nord du pays. Le marquis de Barrios, seigneur du château d'Olivera, doit les tolérer à contrecœur sur sa propriété jusqu'à ce qu'il prévoit de tuer les envahisseurs. À ses côtés se trouve Don Perez, fiancé à Juana, la fille du marquis. Quand les Français commettent la grande erreur de tuer le taureau destiné à la corrida, le moment semble venu pour une rébellion, pour le soulèvement populaire. Mais les occupants français ont depuis longtemps remarqué qu'un soulèvement contre leur domination étrangère est en préparation.

## Fiche technique
- Titre : Der Stier von Olivera
- Réalisation : Erich Schönfelder
- Scénario : Erich Schönfelder et Dimitri Buchowetzki d'après la pièce de Heinrich Lilienfein (en)
- Direction artistique : Kurt Richter
- Costumes : Ernő Metzner
- Photographie : Willy Gaebel (en)
- Pays d'origine : République de Weimar
- Format : Noir et blanc - 1,33:1 - Film muet
- Genre : historique
- Date de sortie : 1921

## Distribution
- Emil Jannings : Général François Guillaume
- Carl Ebert : Juanas Verlobter Don Perez
- Hanna Ralph : Donna Juana
- Hannes Sturm : Marques de Barrios
- Fritz Schulz : Don Manuel
- Karl Rückert : Bischof von Olivera
- Ferdinand von Alten : Priester Antonius
- Heinrich Zahdor : Napoléon Ier
- Magnus Stifter : Rittermeister Marchand
- Ernst Stahl-Nachbaur : Leutnant Herbaut
- Karl Platen : De Barrios' Diener Lopez